# Eremias acutirostris
Eremias acutorostris là một loài thằn lằn trong họ Lacertidae. Loài này được Boulenger mô tả khoa học đầu tiên năm 1887.